# بني مجمل الأعلى (المفتاح)

تعديل مصدري - تعديل

بني مجمل الأعلى هي إحدى قرى عزلة الجبر الشرقي بمديرية المفتاح التابعة لمحافظة حجة، بلغ تعداد سكانها 277 نسمة حسب تعداد اليمن لعام 2004.